# 塞格德区
塞格德区（匈牙利語：Szegedi járás），是匈牙利琼格拉德州的一个区，总面积741.10平方公里，总人口197,615人（2011年），人口密度276人/平方公里。中心城市为塞格德。

## 市镇
塞格德区包含一个州级市、一个城镇、一个大村和10个村庄。